# Pentamer

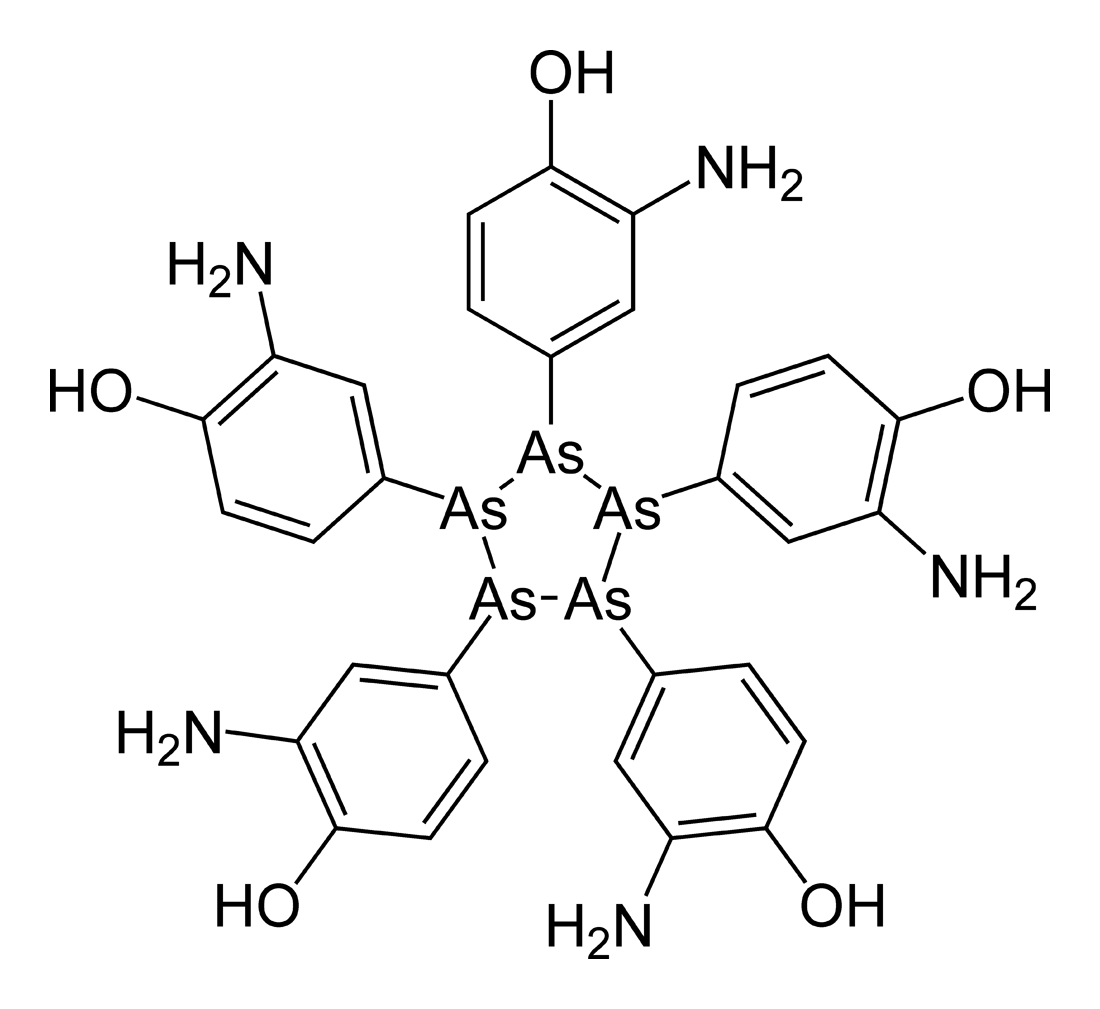
pentamer arsfenaminu

Pentamer v biologii a chemii označuje molekulu složenou z pěti menších podjednotek, tzv. monomerů, navzájem kovalentně vázaných, nebo i pětici molekul vázaných slabšími mezimolekulárními interakcemi (iontovou vazbou, vodíkovými můstky nebo van der Waalsovými silami). Pentamery jsou speciálním případem oligomerů. Jsou-li podjednotky pentameru identické, nazývá se homopentamerem.